# Artemis-program
Az Artemis-program amerikai űrprogram, amelynek célja az „első nő és a következő férfi” eljuttatása a Holdra 2027-ig. A Hold déli sarkköri régiójában fog landolni. Az első alkalom lesz, hogy ember jár a Holdon az 1972-es Apollo–17 küldetés óta. A program legfontosabb részei a Space Launch System, az Orion űrhajó, a Lunar Gateway űrállomás és a Human Landing Systems. A hosszútávú cél egy végleges bázis felállítása a Holdon, aminek létrehozásával a Marsra induló programokat fogják segíteni.
A programot főként a NASA, és az olyan nemzetközi partnerek hajtják végre, mint az Európai Űrügynökség (ESA), a Japán Űrügynökség (JAXA), a Kanadai Űrügynökség (CSA) és az Ausztrál Űrügynökség (ASA). Összességében 21 ország dolgozik rajta. A résztvevők kötelessége aláírni az Artemis-egyezményeket.
Az Artemis programot hivatalosan 2017-ben hozták létre, a Trump-kormány idején, de sok fontos része, mint az Orion is már a Bush-, és Obama-elnökségek idején jöttek létre. Az Orion első indítása és a Space Launch System első használatát eredetileg 2016-ra helyezték, de végül 2022. november 16-ra halasztották, mint az Artemis I űrrepülés. A személyzettel rendelkező Artemis II 2026-ban fogja elhagyni a Földet. A közel hatvan év utáni első Holdra szállás pedig 2026-ra várható, az Artemis III keretei között. Ezt követően az Artemis IV (2028) dokkolni fog a Lunar Gateway űrállomáshoz, amit ezen és az ezt követő űrrepülések közben fognak összeállítani. Az Artemis V (2030) után minden évben terveznek majd Holdra szállásokat, bár néhány szakértő szerint ez nem valószínű, hiszen a NASA gyakran rosszul kezeli külső vállalkozóit.

## Áttekintés

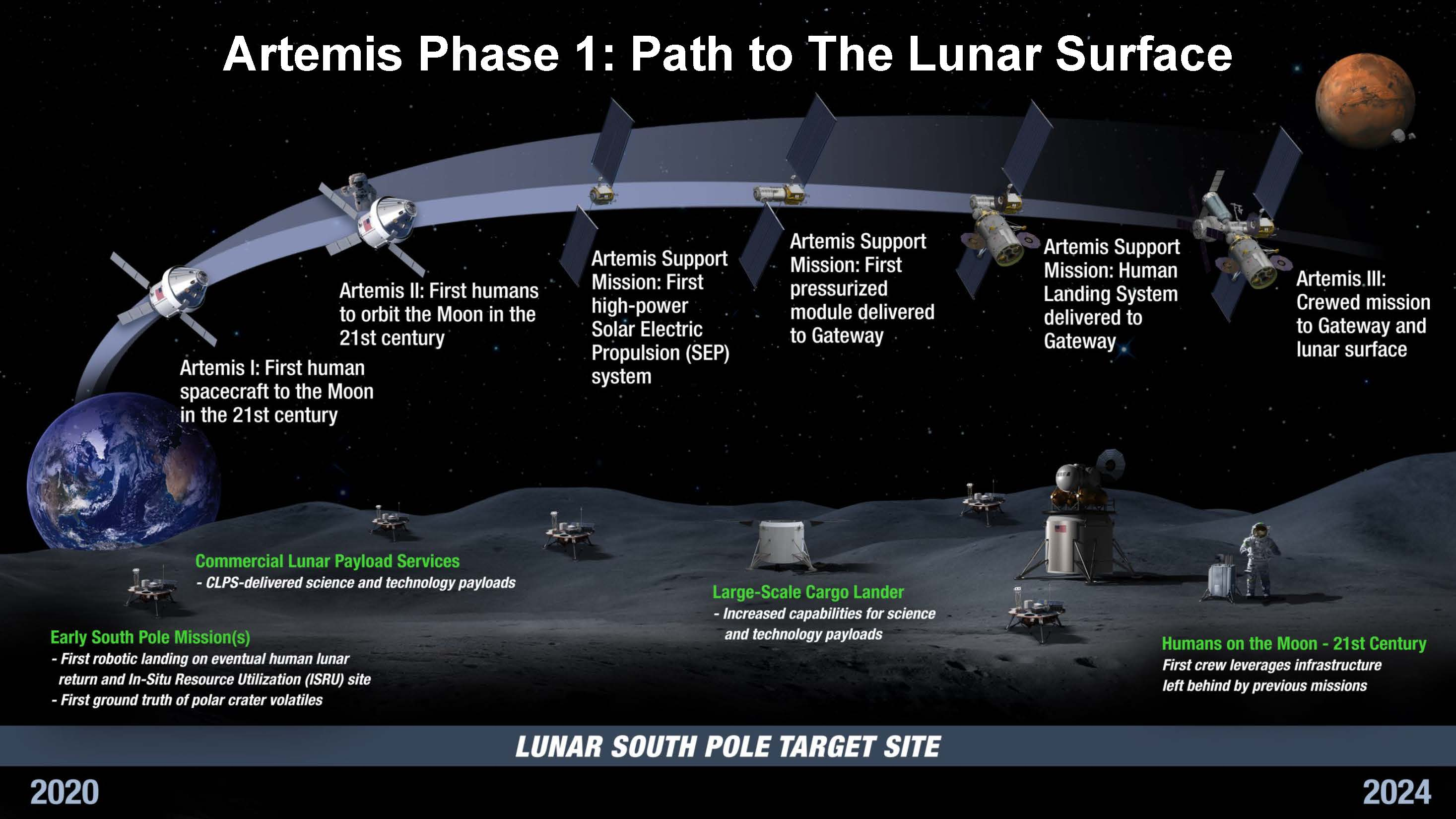
Az Artemis-program eddig tervezett küldetései

Az Artemis-programot a Space Launch System küldetései köré szervezték. Minden egyes küldetéssel egyre komplexebbek lesznek és nagyjából évente fognak megtörténni. A NASA és a közreműködő partnerek eddig az első öt küldetést tervezték meg, míg javaslatokat is beadtak az azokat követőkről. Minden SLS-küldetésen egy SLS hordozórakétát és egy Orion űrhajót fognak használni. Az Artemis II-t követő indítások mind más szervezetek által végzett kisegítő küldetésektől és űreszközöktől fognak függeni.

### SLS-küldetések
Az Artemis I (2022) az SLS és az Orion személyzet nélküli tesztrepülése volt, mindkettő eszköz első tesztelése. A célja az Orion Hold körüli pályára állítása volt, majd a Földre való visszatérítése. Az SLS az ICPS második fokozatát használta, aminek segítségével a Hold köré lett állítva. A Hold távoli sarkánál lelassított, majd hat napig az égitest körül keringett, mielőtt 2022. december 11-én visszatért a Földre. Az Orion elvált a szervizmodultól és egy ejtőernyő segítségével a Csendes-óceánra szállt le, Alsó-Kalifornia partjaitól nem messze.
Az Artemis II (2026) lesz a program és egyben az SLS és az Orion első személyzettel végzett repülése. A személyzet négy tagja hosszas teszteket fognak végezni Föld körüli pályán, majd az Oriont a Hold felé fogják irányítani, szabad visszatérési pályán. Ennek segítségével fog visszatérni a Földre. Az indítás leghamarabb 2026 áprilisában fog megtörténni.
Az Artemis III (2026) lesz a program első személyzetes Holdra szállása. A küldetés egy másik kisegítő missziótól függ, ami folyamán Hold körüli, közel egyenes vonalú pályára (NRHO) fognak helyezni egy Human Landing Systemet (HLS), az SLS/Orion indítása előtt. Miután az HLS eléri az NRHO-t, az Orion egy négyfős személyzettel fog a Hold felé indulni, aminek célja, hogy az első nőt és az első színesbőrű embert a Hold felszínére juttassa. Ez előtt még az Orion dokkolni fog az HLS-szel, majd a két űrhajós átszáll rá, amivel a Holdra fognak leszállni. Legalább két űrsétát fognak elvégezni az ott töltött hat és fél nap alatt, mielőtt visszatérnek az Orionhöz. Az indítás leghamarabb 2026. szeptemberében fog történni.
Az Artemis IV (2028) egy szintén személyzettel rendelkező küldetés lesz a Lunar Gateway űrállomásra, az SLS Block 1B használatával. Ez a küldetés fogja az űrállomáshoz szállítani a lakómodult. Az indítás leghamarabb 2027-ben fog történni.
Az Artemis V (2030) tervek szerint a harmadik Holdra szállás lesz, négy űrhajóst fog az űrállomásra szállítani. Az Európai Űrügynökség ESPRIT és kommunikációs modulját is ez alatt fogják a Holdhoz szállítani, illetve a Canadarm3-t, ami egy kanadai építésű robotkar. A NASA holdjárója is ekkor lesz leszállítva. Az indítás leghamarabb 2030-ban fog történni és az első repülés lesz, ami a Blue Moon Holdra szálló egységet fogja használni.
Az Artemis VI (2031) két légzsilipet fog integrálni az űrállomással és a negyedik Holdra szállás lesz. Az indítás leghamarabb 2031 márciusában fog történni.
Az Artemis következő küldetései és repülései a tervek szerint minden évben embert fognak juttatni a Holdra, ahol ki fogják használni az egyre jobban kiépített infrastruktúrát, ami kisegítő küldetésekkel fognak a felszínre juttatni. Ezek között lesznek lakómodulok, holdjárók és tudományos műszerek.

## A program története

### A törölt programok
Az Artemis-program sok, korábban lemondott NASA-program elemeit tartalmazza, beleértve a Constellation programot és az Asteroid Redirect Missiont. Eredetileg a 2005-ös NASA Authorization Act részeként hozták létre, a Constellation az Ares I, az Ares V és az Orion kifejlesztését tartalmazta. A program 2010-ig tartott, mikor Barack Obama törölte.
2009 májusában Barack Obama létrehozta az Augustine Bizottságot, aminek célja a Nemzetközi Űrállomás befejezése, a Holdra, a Marsra és Földközeli objektumokra indított küldetések megtervezése és kereskedelmi rakéták felhasználása volt, megadott költségvetési határokon belül. A bizottság arra jutott, hogy a Constellation közel se kapott elég pénzt és a 2020-as Holdra szállás lehetetlen volt. Ezt követően felfüggesztették.
2010. április 15-én Obama beszédet adott a Kennedy Űrközpontban, bejelentve a kormány terveit a NASA jövőjéről és a Constellation lemondását, kiemelve, hogy a program egyszerűen életképtelen volt. Helyette 6 milliárd dollárt adott egy új hordozórakéta-program véghezviteléhez 2015-ig, hogy a 2030-as évek második felében embert tudjanak juttatni a Marsra.
2010. október 11-én Obama aláírta a 2010-es NASA Authorization Actet, amiben leírták a Space Launch System azonnali kifejlesztését, a Space Shuttle utódjaként. A program felhasználhatta a Space Shuttle, a Constellation és más NASA-programok által használt forrásokat.
2017. június 30-án Donald Trump aláírt egy elnöki parancsot a Nemzeti Űrbizottság újraalakításáról, aminek az elnöke Mike Pence lett. A Trump-kormány első költségvetése megtartotta az Obama-érában megalapított programokat, de visszafogta a földi kutatások költségvetését és el akarta törölni a NASA oktatási irodáját.

### Az Artemis megalapítása
2017. december 11-én Donald Trump aláírta a Space Policy Directive 1-t, ami megváltoztatta az ország űrkutatási politikáját, inkább amerikai-vezette programokra koncentrálva, magáncégek segítségével, aminek a célja a Holdra, a Marsra majd távolabbi bolygókra való eljutás. Hivatalosan felszóltja a NASA vezetőségét, hogy „vezessen egy innovatív és fenntartható kutatóprogramot, kereskedelmi és nemzetközi partnerekkel, hogy lehetőséget adjon az emberiség Naprendszerben való terjeszkedésére és, hogy a Földre új tudást és lehetőségeket hozzon vissza.” A program célja az volt, hogy jobban szervezze a kormány, a magánszektor és más országok közreműködését azzal a végcéllal, hogy több, mint 50 év után ismét embert juttasson a Holdra és lefektesse az alapot a Mars kutatásához. A Space Policy Directive 1 volt az, ami hivatalosan is engedélyezte ezt a Hold-központú programot, amit később Artemis-nek neveztek el. Az Artemis korábbi amerikai űrprogramokra épít, mint az Orion űrhajó, a Lunar Gateway űrállomás és a Commercial Lunar Payload Services, de létrehozott teljesen új tervezeteket, mint a Human Landing System. A Space Launch Systemet használják, mint az Orion hordozórakétája.
2019. március 26-án Mike Pence alelnök bejelentette, hogy a NASA tervezett idővonalát a Holdra szállásról előrehozzák négy évvel, 2024-re. Két hónappal később a NASA igazgatója Jim Bridenstine elmondta, hogy az új program neve Artemis lesz, a görög mitológiában a Hold istennője után, akinek az ikertestvére volt Apollón, akiről a NASA első Hold-küldetése volt elnevezve. Az előre hozott célok ellenére a Marsra szállást még mindig a 2030-as évekre tervezték.
2019 közepén a NASA 1,6 milliárd dollárt kérvényezett az Artemis 2020-as költségvetésére, de a szenátusi kiadásokkal foglalkozó bizottság kérte a program előre látható 5 éves költségtervét, ami szükséges volt a Kongresszusi elfogadáshoz. 2020 februárjában a Fehér Ház kérte az Artemis-program költségvetésének megemelését 12%-kal a 2021-es költségvetési évre. A teljes büdzsé 25,2 milliárd dollár lett volna évente, amiből 3,7 milliárd volt félretéve a Human Landing System (HLS) kifejlesztésére. A NASA pénzügyi igazgatója, Jeff DeWit azt nyilatkozta, hogy az ügynökségnek elég jó esélye volt arra, hogy a Kongresszus elfogadja a tervezetet, annak ellenére, hogy a Demokrata Párt politikusainak voltak kétségei a programmal kapcsolatban. Ennek ellenére 2020 júliusában a szenátusi bizottság elutasította a költségvetés-emelést, csak 700 millió dollárt voltak hajlandóak adni az HLS kifejlesztésére, közel 81%-kal kevesebbet a kértnél.
2020 áprilisában a NASA szerződést kötött a Blue Origin, a Dynetics és a SpaceX cégekkel, hogy a következő 10 hónapban beadják terveiket az HLS-ről.
2021 februárjában a NASA megbízott igazgatója, Steve Jurczyk ismét kiemelte, hogy nagyon fontos lenne a költségvetés megemelése, hogy időben be tudják fejezni a programot és a 2024-es Holdra szállás nélküle gyakorlatilag lehetetlen. 2021. február 4-én az újonnan beiktatott Biden-kormány kifejezte támogatását az Artemis-program mellett.
2021. április 16-án a NASA szerződésbe lépett a SpaceX céggel, hogy kifejlesszenek, legyártsanak és véghez vigyenek két Holdra szállást a Starship HLS leszállóegységgel. A Blue Origin és a Dynetics is megpróbált fellépni a döntés ellen a Kormányzati Felügyelő Hivatalnál (GAO). Miután a GAO elutasította az indítványozást, a Blue Origin beperelte a NASA-t, aki beleegyezett a szerződés felfüggesztésébe november 1-ig. A szövetségi bíró elutasította a pert november 4-én és a SpaceX újra munkába állt.

## Küldetések

### Orion tesztelések

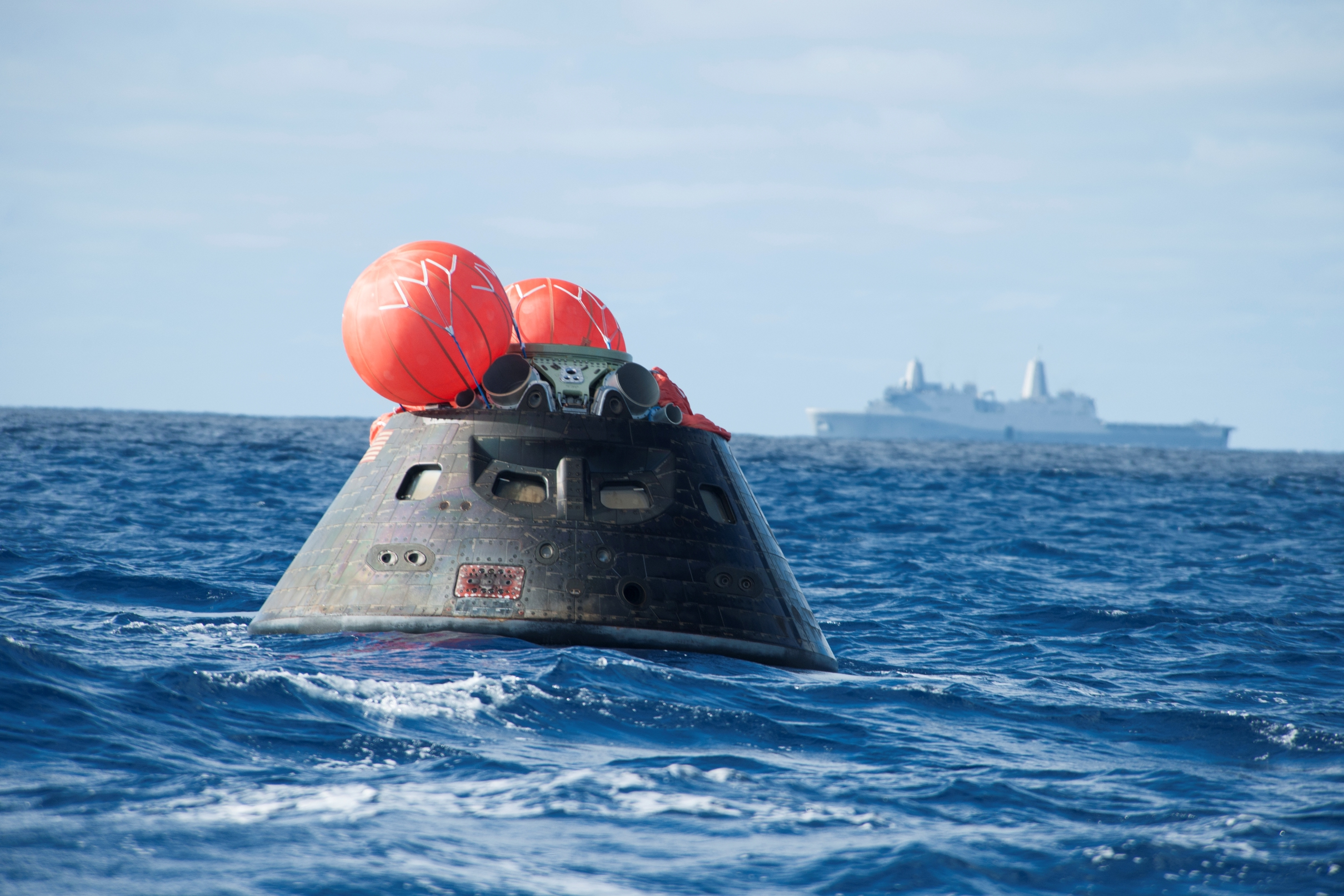
Az Orion űrhajó az első teszt után

Az Orion prototípusát az Exploration Flight Test 1 néven tesztelték először, 2014. december 5-én, a Delta IV Heavy hordozórakétával. Két közepes magasságú Föld körüli pályán végzett repülésen tesztelték a rendszereit. 2019. július 2-án ismét tesztelték az űrhajót.

### Artemis–1-6
| Küldetés  | Jelvény | Indítás dátuma     | Személyzet                                                      | Hordozórakéta | Leszállóegység        | Időtartam | Állapot   |
| --------- | ------- | ------------------ | --------------------------------------------------------------- | ------------- | --------------------- | --------- | --------- |
| Artemis–1 |         | 2022. november 16. | N/A                                                             | SLS Block 1   | N/A                   | 25 nap    | Sikeres   |
| Artemis–2 |         | 2026. április      | - Reid Wiseman - Victor Glover - Christina Koch - Jeremy Hansen | SLS Block 1   | N/A                   | ≈10 nap   | Tervezett |
| Artemis–3 |         | 2027 közepe        | TBA                                                             | SLS Block 1   | Starship HLS Option A | ≈30 nap   | Tervezett |
| Artemis–4 |         | 2028. szeptember   | TBA                                                             | SLS Block 1B  | Starship HLS Option B | ≈30 nap   | Tervezett |
| Artemis–5 |         | 2030. március      | TBA                                                             | SLS Block 1B  | Blue Origin Blue Moon | ≈30 nap   | Tervezett |
| Artemis–6 |         | 2031. március      | TBA                                                             | SLS Block 1B  | TBA                   | ≈30 nap   | Tervezett |

### Artemis–7-11
| Küldetés   | Indítás dátuma   | Személyzet | Hordozórakéta | Időtartam |
| ---------- | ---------------- | ---------- | ------------- | --------- |
| Artemis–7  | 2032. március    | TBA        | SLS Block 1B  | ≈30 nap   |
| Artemis–8  | 2033 (tervezett) | TBA        | SLS Block 1B  | ≈30 nap   |
| Artemis–9  | 2034 (javasolt)  | TBA        | SLS Block 2   | ≈30 nap   |
| Artemis–10 | 2035 (javasolt)  | TBA        | SLS Block 2   | <180 nap  |

### Kisegítő küldetések
| Dátum             | Küldetés                               | Hordozórakéta              | Kimenetel   |
| ----------------- | -------------------------------------- | -------------------------- | ----------- |
| 2022. június 28.  | CAPSTONE                               | Electron                   | Működőképes |
| 2024. január 8.   | Peregrine Mission One                  | Vulcan Centaur             | Sikertelen  |
| 2024. február 15. | IM–1 Odysseus lander                   | Falcon 9                   | Sikeres     |
| 2024 november     | VIPER                                  | Falcon Heavy               | Tervezett   |
| 2024. 4. negyedév | IM–2                                   | Falcon 9                   | Tervezett   |
| 2024. 4. negyedév | PRIME–1                                | Falcon 9                   | Tervezett   |
| 2025. 1. negyedév | IM–3                                   | Falcon 9                   | Tervezett   |
| 2025              | PPE-HALO                               | Falcon Heavy               | Tervezett   |
| 2025              | HLS Uncrewed Lunar Demo                | Starship                   | Tervezett   |
| 2026              | HLS Crewed Lunar Demo                  | Starship                   | Tervezett   |
| 2027              | TO CT–1                                | Kereskedelmi hordozórakéta | Tervezett   |
| 2028              | Sustaining HLS Crewed Lunar Demo       | Starship                   | Tervezett   |
| 2028              | TBD Sustaining HLS Uncrewed Lunar Demo | Kereskedelmi hordozórakéta | Tervezett   |
| 2029              | TBD Sustaining HLS Crewed Lunar Demo   | New Glenn                  | Tervezett   |
| 2030              | TBD Sustaining HLS Services            | Kereskedelmi hordozórakéta | Tervezett   |
| 2030              | TO CT–2                                | Kereskedelmi hordozórakéta | Tervezett   |
| 2030              | Artemis support mission                | Kereskedelmi hordozórakéta | Tervezett   |
| 2031              | TBD Sustaining HLS Services            | Kereskedelmi hordozórakéta | Tervezett   |
| 2032              | Artemis support mission                | Kereskedelmi hordozórakéta | Javasolt    |

## Tervezett felszíni tevékenységek és járművek

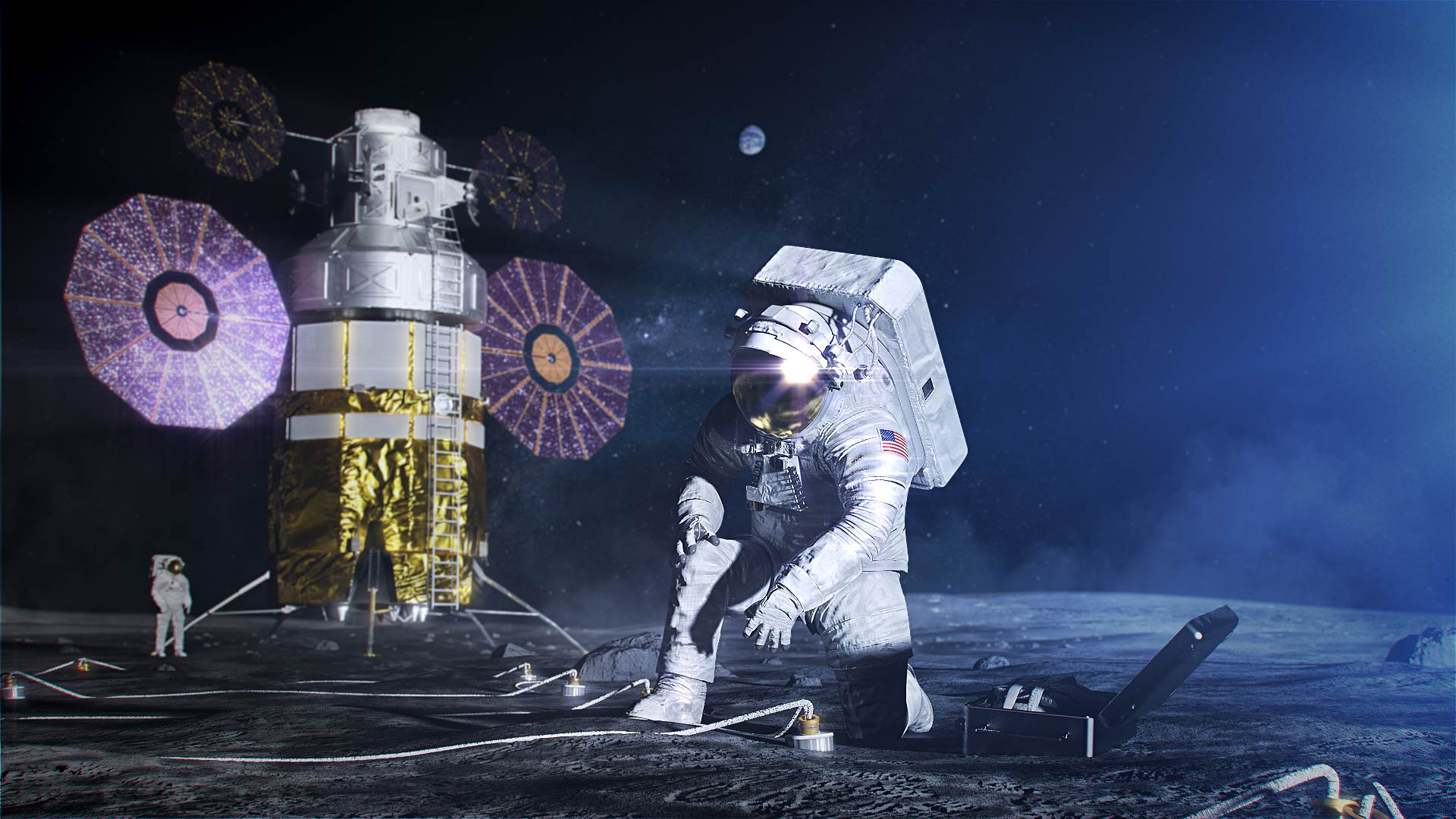
Illusztráció a Holdon dolgozó két űrhajósról

Az első Holdon tartózkodás az Artemis első fázisú küldetése során egy körülbelül hét napos űrséta lesz. A műveletek elméleti koncepciója a következőket foglalja magában:
- 1. nap – az űrhajósok landolnak a Holdon, de nem végeznek űrsétát.
- 2. nap – az űrhajósok kilépnek a légzsilipen és elindulnak az első űrsétára, amely hat órás lesz. Ez magában foglalja az esetleges minta gyűjtését és a kísérleti csomag telepítését. Az űrhajósok a leszállóhely közelében maradnak.
- 3. nap – az űrhajósok felderítik és mintákat gyűjtenek  az árnyékos területekről. Az előző űrsétával ellentétben az űrhajósok tovább mehetnek a leszállási helytől (2 km-ig).
- 4. nap – nincs űrséta
- 5. nap – ez az űrséta is a mintavétellel foglalkozik.
- 6. nap – a két űrhajós geotechnikai eszközt telepít egy környezeti megfigyelő állomás mellett.
- 7. nap – az utolsó és a legrövidebb űrséta, csak egy órán át fog tartani. Többnyire a Hold-kolónia előkészületeit foglalja magába. Amint az utolsó űrséta véget ér, az űrhajósok visszatérnek az leszállóegységbe, a jármű felszáll és csatlakozik az Orionhoz.

### Artemis Felszíni Bázis

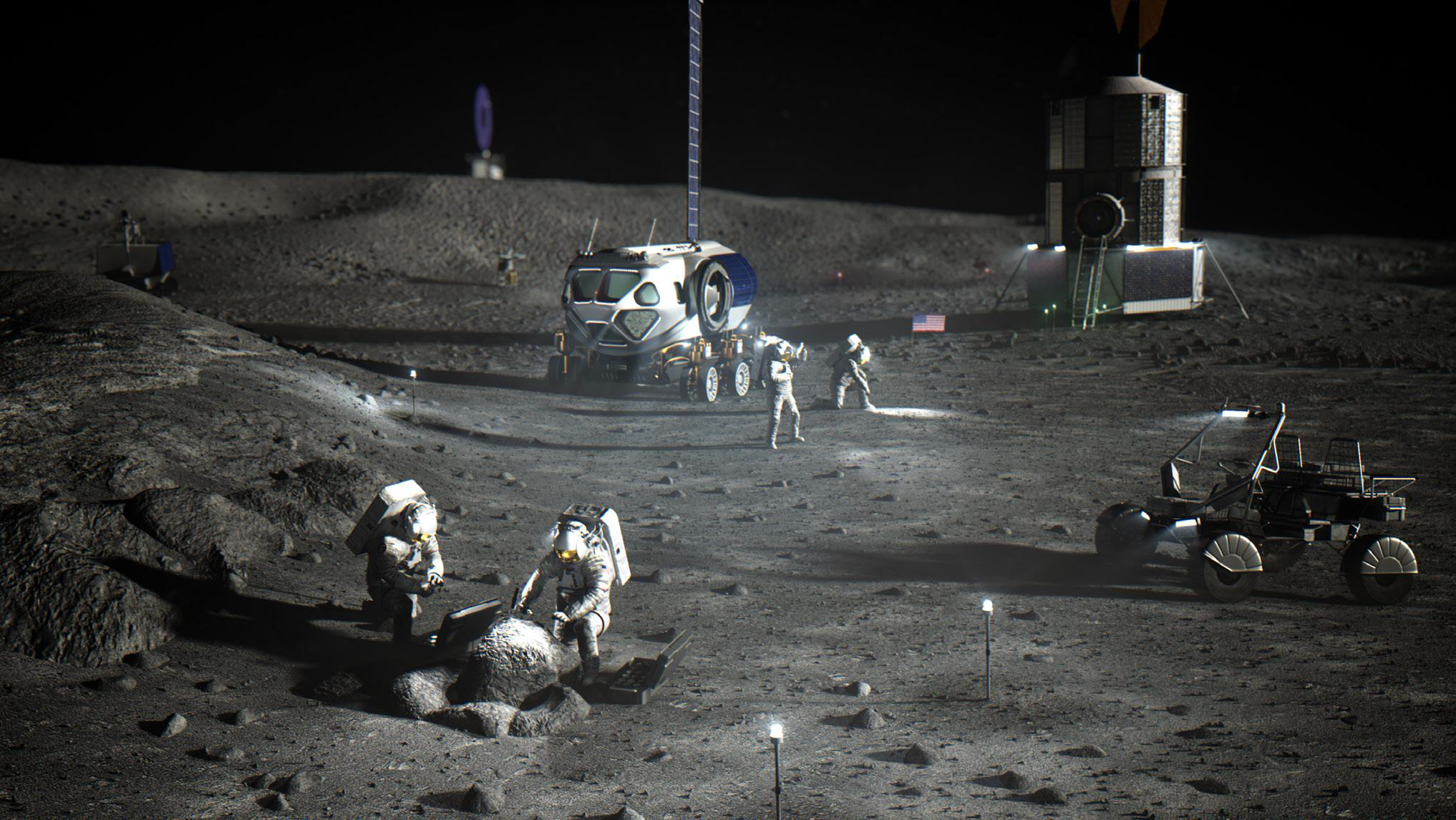
Az Artemis Felszíni Bázis illusztrációja

Az Artemis Felszíni Bázis a leendő holdbázis alapja, melyet a 2020-as évek végén hoznának létre. Három fő modulból állna: a felszíni élőhelyből, a lakható mobil platformból és a holdjáróból. Segítené a legfeljebb két hónapos küldetéseket, és a később Marson használandó technológiák fejlesztésére szolgálna. Jelenleg a bázis tervezett helyszíne a Shackleton-kráter, mivel itt az égitest felszíne változatos és jeget is lehet találni. Az Outer Space Treaty irányelvei alapján működni.

#### Felszíni Élőhely

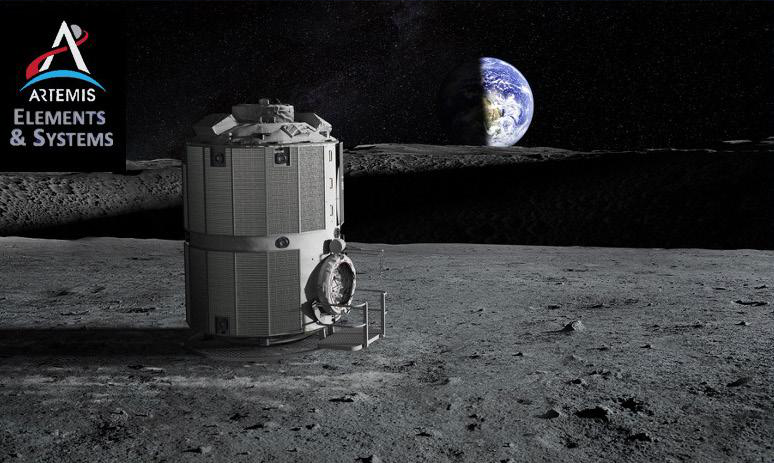
A felszíni élőhely

Keveset tudunk róla. Az első élőhelyet az „Artemis Foundation Habitat” néven emlegetik. A jelenlegi indítási tervek azt mutatják, hogy a felszínre való leszállítása hasonló lenne a HLS-éhez. A nyomás alatt álló élőhelyet a Gateway-hez küldik, ahol azután egy indítóból külön indított leszállási szakaszhoz kapcsolódik, és ugyanazt az átviteli fokozatot használja, mint a HLS. Ezután egy CLPS által indított és az Artemis 6 személyzete által tesztelt felszíni áramellátó rendszerhez kapcsolják. A bázis a déli pólus régiójában lenne elhelyezve, valószínűleg egy olyan helyen, amelyet előzetesen robotokkal látogattak meg.

#### Lakható mobilitási platform

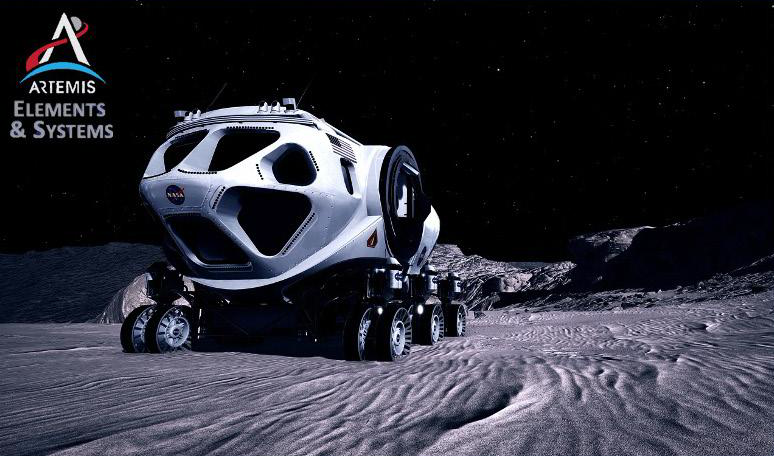
A NASA tervezett lakható mobilitási platformja

A lakható mobilitási platform egy nagy holdjáró („rover”) lenne, amelyet a személyzet nagy távolságokra történő szállítására használnának. A NASA több rovert fejlesztett ki, köztük a Constellation program számára gyártott űrkutató járművet, amelyet legyártottak és teszteltek. A 2020-as repülési jegyzékben Mobile Habitat néven emlegették, ami azt sugallja, hogy hasonló szerepet tölthet be, mint az ILREC holdbusz. A személyzet készen áll a felszínen való használatára, de önállóan is irányítható a Gateway-ről. Mark Kirasich, aki a NASA kutatási rendszereinek megbízott igazgatója szerint a jelenlegi terv a JAXA és a Toyota együttműködése, egy zárt utastér kifejlesztése a legénység számára, amely akár 14 napig is elláthassa őket. A JAXA-t bevonták a tervezésbe, a japánok is készítettek egy holdjárót. Az SEV-vel kapcsolatban Clive Neal, a holdkutató főmunkatársa szerint a Constellation program alatt a NASA is előállított egy holdjárót, de lehet, hogy ez nem jut el Holdra, a Constellation-program és az Artemis-program nemzetközi összefüggései miatt.

#### Holdjáró

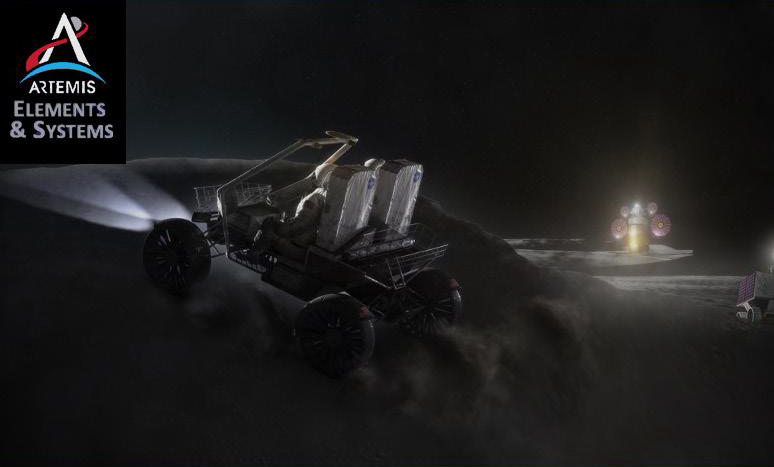
Az Artemis-program holdjárójának illusztrációja

Ahogy 2019 novemberében bejelentették, a NASA kérést fog adni egy holdjáró építésére. A személyzetet a kutatóhely körül szállítják. Hasonló funkciót tölt be, mint az Apollo Lunar Rover. 2020 júliusában a NASA létrehozott egy hivatalos programirodát a rover számára a houstoni Johnson Űrközpontban.

## Űrruhák

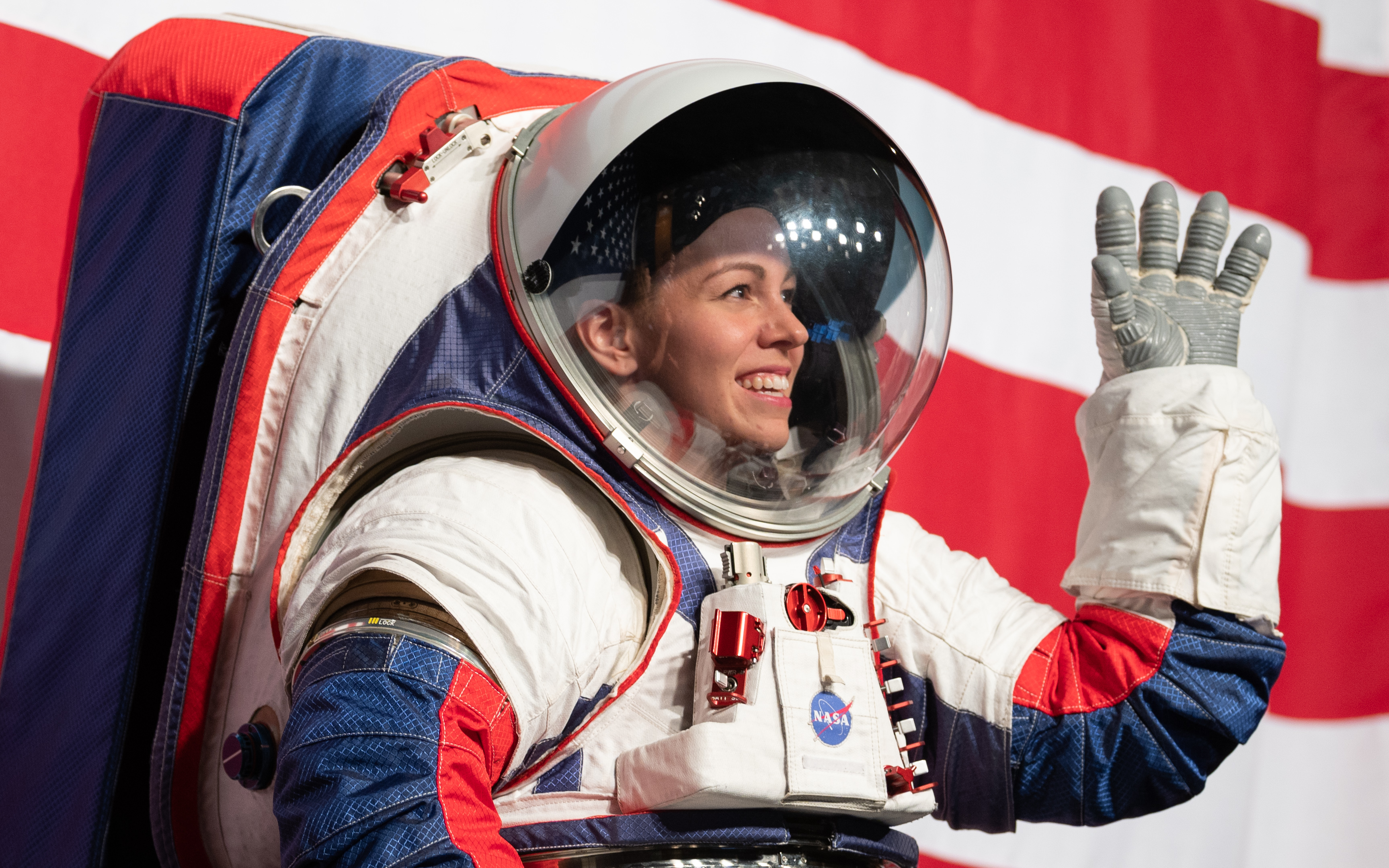
Az űrsétákra kifejlesztett xEMU űrruha

Az Artemis-program két fajta űrruhát használ, amiket 2019 októberében mutattak be: az Exploration Extravehicular Mobility Unit (xEMU) és az Orion Crew Survival System (OCSS).

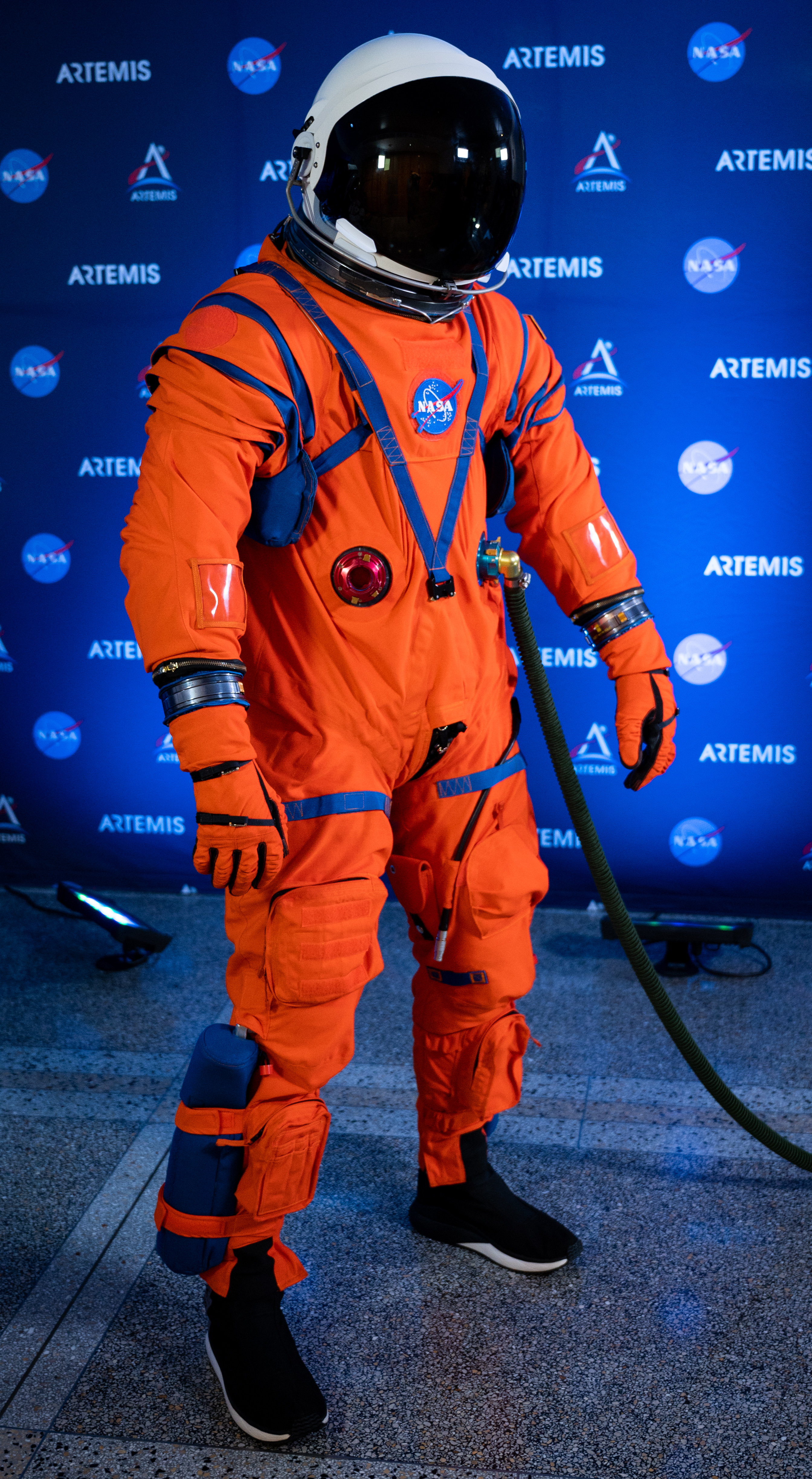
Az indítás és a leszállás idején használt OCSS-ruhák

2021. augusztus 10-én a NASA bejelentette, hogy egy belső vizsgálatuk alapján az űrruhák leghamarabb 2025 áprilisára fognak elkészülni, ami elhalaszthatja a tervezett 2024-es indítást. A vizsgálatra válaszként a SpaceX bejelentette, hogy ők tudnak űrruhákat adni a küldetéshez.

### Kereskedelmi űrruhák
A NASA kiadott egy ajánlatkérést, kereskedelmileg előállított űrruhákra, hogy a 2024-es tervezett indítást véghez tudják vinni. 2022. június 2-án bejelentették, hogy a ruhákat az Axiom Space és a Collins Aerospace fogja kifejleszteni és gyártani.

## Űrhajósok
2020. január 10-én a NASA 22. űrhajóscsapata, aminek beceneve Turtles (angolul: Teknősök) befejezte tanulmányait és az Artemis-program űrhajócsapata lettek. A csoportban van két űrhajós a Kanadai Űrügynökségből is. Ezek közül az űrhajósok közül többen is a Holdra fognak utazni és könnyen lehet, hogy közülük fogják kiválasztani az első Mars-küldetés személyzetét is.

### Első Artemis-csapat
2020. december 9-én Mike Pence alelnök bejelentette az első 18 űrhajóst (mind amerikai, 9 férfi és 9 nő), akik az első Artemis-csapat nevet kapták és az első Artemis-küldetések űrhajósai lesznek.
- Joe Acaba
- Kayla Barron
- Raja Chari
- Matthew Dominick
- Victor Glover
- Warren Hoburg
- Jonny Kim
- Christina Koch
- Kjell Lindgren
- Nicole Aunapu Mann
- Anne McClain
- Jessica Meir
- Jasmin Moghbeli
- Kathleen Rubins
- Frank Rubio
- Scott Tingle
- Jessica Watkins
- Stephanie Wilson

Reid Wiseman 2022 augusztusában viszont azt nyilatkozta, hogy a NASA Űrhajóstestének összes tagja része lehet az Artemis-küldetéseknek 2024-től, beleértve a még képzés alatt álló 23. űrhajóscsoport is.

### Személyzetek

#### Artemis II
| Beosztás              | Űrhajós                                    | Űrhajós                                    |
| --------------------- | ------------------------------------------ | ------------------------------------------ |
| Parancsnok            | Gregory R. Wiseman, NASA második űrrepülés | Gregory R. Wiseman, NASA második űrrepülés |
| Pilóta                | Victor J. Glover, NASA második űrrepülés   | Victor J. Glover, NASA második űrrepülés   |
| Küldetésspecialista 1 | Christina Koch, NASA második űrrepülés     | Christina Koch, NASA második űrrepülés     |
| Küldetésspecialista 2 | Jeremy Hansen, CSA első űrrepülés          | Jeremy Hansen, CSA első űrrepülés          |

## Fordítás
- Ez a szócikk részben vagy egészben  az   Artemis program című angol Wikipédia-szócikk fordításán alapul.  Az eredeti cikk szerkesztőit annak laptörténete sorolja fel. Ez a jelzés csupán a megfogalmazás eredetét és a szerzői jogokat jelzi, nem szolgál a cikkben szereplő információk forrásmegjelöléseként.